# Polymerus americanus
Polymerus americanus är en insektsart som först beskrevs av Reuter 1876.  Polymerus americanus ingår i släktet Polymerus och familjen ängsskinnbaggar. Inga underarter finns listade i Catalogue of Life.